# تاکاتسوکاسا سوکه‌ماسا
تاکاتسوکاسا سوکه‌ماسا (به ژاپنی: 鷹司 輔政 Takatsukasa Sukemasa); ۱۸ اوت ۱۸۴۹ – ۱۱ سپتامبر ۱۸۶۷) پسر تاکاتسوکاسا سوکه‌هیرو یک کوگیو در باکوماتسو و اوایل دوره میجی بود او سیزدهمین ارباب قلمرو توکوشیما بود که در سن ۱۹ سالگی درگذشت. او اهل ژاپن بود.